# Puente de Can Peixauet
El puente de Can Peixauet se ubica sobre el río Besós y conecta el municipio de Santa Coloma de Gramanet con el barrio del Buen Pastor de Barcelona. La obra, con un diseño moderno y de impacto visual, fue proyectada por Juan José Arenas de Pablo y Marcos Pantaleón. Fue inaugurado el año 1992 siendo uno de los 4 puentes que conecta Barcelona con Santa Coloma de Gramanet. También es conocido como Puente del Potosí por prolongar la calle del mismo nombre.

## Descripción
El puente se encuentra sobre el río Besós, que representa uno de los elementos esenciales que configuran la personalidad de Santa Coloma de Gramanet y que ha servido para preservar su identidad, suponiendo una barrera que la separaba de Barcelona.
El primer puente de unión entre estos dos municipios se inauguró en el 1913, el antiguo Pont Vell. Más tarde se construirían los puentes de Can Zam y del Molinet. El puente de Potosí, nombre con el que se conoce popularmente en la zona, se inauguró en el 1992, dentro del plan de mejora de la ciudad para los Juegos Olímpicos. Es el último de los cuatro puentes que actualmente conecta Santa Coloma de Gramanet con los barrios más urbanizados de Barcelona, mejorando así su integración con el área metropolitana. Por ello, el puente incluye paseos peatonales de 6 m de ancho, concebidos no sólo de paso, sino también para caminar y descansar, mirando el paisaje.
El diseño moderno y espectacular del puente de Can Peixauet forma parte del patrimonio artístico de Santa Coloma de Gramanet acabando por definir el paisaje urbanístico del Besós.

## Características técnicas[3]
El puente de la calle Potosí sobre el río Besos es de tipo atirantado, de características urbanas, con longitud total de 138 metros y 35 de anchura, con una luz principal de 76 m, cuyo aspecto estructural determinante es el cuelgue del tablero en solo su plano medio y el diseño de la sección transversal del mismo en hormigón pretensado, para hacer frente a los esfuerzos internos de flexión transversal. Al disponer de un único de plano de suspensión en el eje del tablero, la flexión transversal de este puente planteó más dificultades que los esfuerzos longitudinales.
El tablero se compone de una viga de cajón central flanqueada por dos bandas de cuerpos huecos piramidales prolongados hacia fuera por sendas franjas de losas nervadas para los paseos peatonales. Existe en el interior del cajón, cada 7,20 m en sentido longitudinal, un diafragma transversal que permite el anclaje de un par de tirantes. Estos tirantes soportan la totalidad del peso propio, la carga de superestructura y una parte de la sobrecarga de uso correspondiente a tal anclaje.